# Баксанська нейтринна обсерваторія
Бакса́нська нейтри́нна обсерваторія — науковий комплекс, який входить до складу Інституту ядерних досліджень Російської академії наук. Розташована на території Кабардино-Балкарії в Баксанській ущелині неподалік Ельбрусу. Почала діяти 1977 року.
Основний напрям досліджень — реєстрація нейтрино та космічних променів високих енергій сонячного і галактичного походження, які виникають під час гравітаційного колапсу зір або спалахів нових чи наднових (Нейтринна астрономія).
Головні інструменти:
- сцинтиляційний телескоп — великий бетонний блок заввишки 11 м з основою 16х16 метрів. На верхній площині блока та у двох горизонтальних розрізах встановлено 3 200 сцинтиляційних детекторів. Знаходиться на глибині 300 метрів під поверхнею.